# Pinchas Steinberg

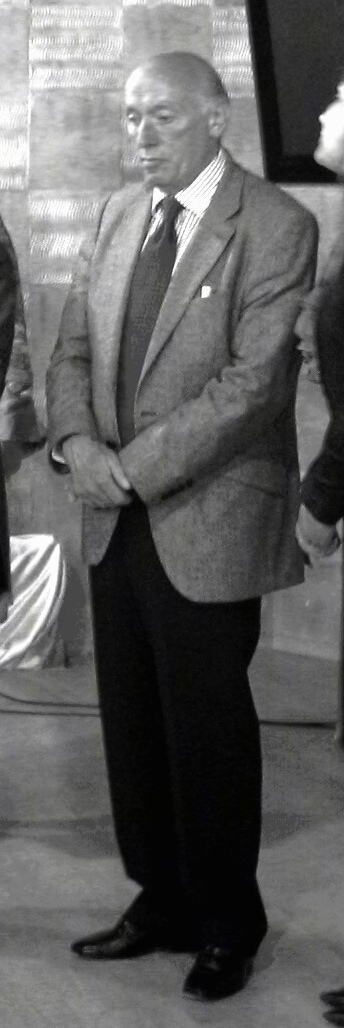
Pinchas Steinberg (2011)

Pinchas Steinberg (* 13. Dezember 1945) ist ein israelischer Dirigent.

## Leben
Steinberg studierte zunächst Violine bei Joseph Gingold und Jascha Heifetz, später in Berlin auch Komposition unter anderen bei Boris Blacher. Sein Debüt als Dirigent erlebte Steinberg Anfang der 1970er als Konzertmeister an der Oper in Chicago als der Dirigent Ferdinand Leitner bei einer Aufführung von Mozerts Don Giovanni einen Schwächeanfall erlitt und die Aufführung nicht fortsetzen konnte. Pinchas Steinberg übernahm Taktstock und Dirigentenpult und konnte die Aufführung zu Ende dirigieren. Auf ihn aufmerksam geworden lud ihn Herbert von Karajan nach Berlin ein, sein Schüler und Assistent zu werden. 1974 gab er sein Debüt als Dirigent des RIAS-Symphonieorchesters. Seitdem hat er mit vielen namhaften Orchestern gearbeitet. Von 1985 bis 1989 war er Generalmusikdirektor der Bremer Philharmoniker, von 1988 bis 1993 zudem ständiger Gastdirigent an der Wiener Staatsoper, von 1989 bis 1996 Chefdirigent des ORF-Symphonieorchesters in Wien und von 2002 bis 2005 in gleicher Position beim Orchestre de la Suisse Romande in Genf.
2001 dirigierte Steinberg erstmals das Cleveland Orchestra, mit dem er seitdem regelmäßig zusammenarbeitet. An der Deutschen Oper Berlin hat er die Premiere von Turandot dirigiert.
Seit 2014 leitet er das Budapester Philharmonische Orchester.